# Cyrestis elegans
Cyrestis elegans là một loài bướm trong chi Cyrestis và họ Nymphalidae.